# Gliese 832
Gliese 832 är en röd dvärg 16 ljusår från solsystemet. Den är en av de närmaste stjärnorna till solsystemet. Gliese 832 har minst två planeter, en gasjätte av Jupiters storlek 3,53 astronomiska enheter från stjärnan och en sannolik stenplanet med en massa på fem gånger jordens 0,16 astronomiska enheter från stjärnan. Det har föreslagits att det finns en tredje planet, som liknar jorden och har en massa på mellan en och femton gånger jordens.
Gliese 832 är sannolikt metallfattig.